# Олбани (Луизијана)
Олбани (енгл. Albany) град је у америчкој савезној држави Луизијана.

## Демографија
По попису из 2010. године број становника је 1.088, што је 223 (25,8%) становника више него 2000. године.
| Група             | 2000.       | 2010.         |
| Белци             | 841 (97,2%) | 1.014 (93,2%) |
| Афроамериканци    | 1 (0,1%)    | 42 (3,9%)     |
| Азијати           | 1 (0,1%)    | 1 (0,1%)      |
| Хиспаноамериканци | 13 (1,5%)   | 21 (1,9%)     |
| Укупно            | 865         | 1.088         |